# Chargey-lès-Gray
Chargey-lès-Gray – miejscowość i gmina we Francji, w regionie Burgundia-Franche-Comté, w departamencie Górna Saona.
Według danych na rok 1990 gminę zamieszkiwały 604 osoby, a gęstość zaludnienia wynosiła 36 osób/km² (wśród 1786 gmin Franche-Comté Chargey-lès-Gray plasuje się na 263. miejscu pod względem liczby ludności, natomiast pod względem powierzchni na miejscu 157.).